# サンウェルズ
株式会社サンウェルズは、金沢市に本社を置く福祉施設運営会社である。金沢市内の3つの福祉会社（株式会社ケア・コミュニケーションズ、株式会社セントラルケアスタッフ、株式会社サライ）が2011年4月1日付で合併した。全国で福祉・介護関連施設を38施設(2024年9月末時点)運営している。2025年2月に診療報酬を総額少なくとも約28億4700万円不正請求していたことを公表。

## 概要
- 2011年4月1日に金沢市内の3つの福祉施設運営会社（株式会社ケア・コミュニケーションズ、株式会社セントラルケアスタッフ、株式会社サライ）が合併した[2]。全国で福祉・介護関連施設を38施設(2024年9月末時点)運営している。

- 2015年8月現在、居宅介護支援事業所を3つ、訪問介護事業所を4つ、訪問看護事業所を2つ、有料老人ホームを10つ、サービス付高齢者向け住宅を1つ、デイサービスを8つ、グループホームを2つ運営している。

- 苗代亮達・代表取締役が20代のときに始めた福祉用具販売、バリアフリー工事事業が会社の起源とされる[4]。

## 不祥事
- 入居者への訪問介護に関して診療報酬の不正請求を行なっていたことが判明。当初一部報道機関の報道に対して「そのような事実は一切ない」と虚偽の回答をしていたが、その後同社の設置した特別調査委員会によりほぼ全ての施設において不正請求が行われており、その総額は少なくとも約28億4700万円に上ることが認定された。具体的には①訪問看護が数分以内と非常に短時間で終了したと評価されるにも関わらず約30分間の訪問であった旨の訪問看護記録を作成しそれに対応する診療報酬を請求する事案、及び②訪問看護の同行者(主に介護士)がそもそも同行していないあるいは同行者の滞在時間が数秒にとどまるなど複数名看護加算に値する実質を伴っていないにも関わらずそれに対応する複数名看護加算を請求した事案が確認された。また、訪問介護事業についても本事案と類似した問題が発生する可能性は否定できない[3]。
- 東京証券取引所は2025年4月30日、診療報酬の不正請求に関連して、2024年7月にプライム市場に市場変更した際に宣誓書違反及び市場区分の変更審査基準への不適合（2023年3月期と2024年3月期の経常利益の合計が25億円未満並びにコーポレート・ガバナンス及び内部管理体制の有効性の観点等を満たしていない）が認められたこと、診療報酬の不正請求が発生しながら、経営陣がそれらを認識せずに宣誓書違反に至ったとして、2026年4月30日まで宣誓書違反による再審査に係る猶予期間入りに指定したと同時に、上場契約違約金6240万円を徴求する決定を下した[5]。苗代亮達社長は2025年5月22日に開催された決算説明会において、プライム市場の審査基準が2026年3月期末時点では未達成（2024年3月期と2025年3月期の経常利益の合計が25億円未満、2025年3月31日時点における流通株式時価総額が100億円未満など）であることを前置きした上で、「別市場（スタンダード市場またはグロース市場）への変更の可能性もある」とコメントしたが[6]。サンウェルズは2025年6月19日、2026年3月までにスタンダード市場に市場変更を行う予定であることを明らかにした[7]。

## 沿革
- 2006年9月    株式会社ケア・コミュニケーションズ設立（デイサービス運営会社）
- 2006年11月   「和の家デイサービス」開設（ケア・コミュニケーションズ）
- 2007年7月    株式会社セントラルケアスタッフ設立（訪問介護事業運営会社）、「絆ヘルパーステーション」開設（セントラルケアスタッフ）
- 2007年10月 「たくみの家デイサービス」開設（ケア・コミュニケーションズ）
- 2008年4月    「すんすんの家デイサービス」開設（ケア・コミュニケーションズ）
- 2008年5月    株式会社サライ設立（認知症対応型施設運営会社）、「グループホームサライ」開設（サライ）
- 2008年7月    高齢者専用賃貸住宅「アリシス上小松」開設（セントラルケアスタッフ）
- 2008年8月    「笑い家デイサービス」開設（ケア・コミュニケーションズ）
- 2009年8月    「夢家デイサービス」開設（ケア・コミュニケーションズ）
- 2009年10月 「リハ・リゾートデイサービス」開設（ケア・コミュニケーションズ）
- 2009年11月   「適合高齢者専用賃貸住宅ロハスビレッジ」開設（セントラルケアスタッフ）
- 2011年3月    「絆ヘルパーステーション」閉鎖
- 2011年4月    株式会社ケア・コミュニケーションズが株式会社セントラルケアスタッフ、 株式会社サライを吸収合併し、株式会社サンウェルズに商号変更。住宅型有料老人ホーム「太陽のプリズム河原」開設、「サンウェルズ米泉ヘルパーステーション」開設
- 2011年4月    社会福祉法人「達樹会」設立
- 2011年7月    ショートステイ「太陽のプリズム博労」開設
- 2012年3月    「リハ・リゾート加賀デイサービス」開設
- 2012年4月    「リハ・リゾート野々市デイサービス」開設
- 2012年4月    「かざぐるま小松居宅介護支援事業所」開設
- 2012年4月    「かざぐるま白山居宅介護支援事業所」開設
- 2012年4月    「かざぐるま居宅介護支援事業所」（株）アイテムより事業移管
- 2013年8月    サービス付き高齢者向け住宅「太陽のプリズム西荒屋」開設
- 2013年12月   認知症対策型デイサービス「太陽のひだまり茶屋」開設
- 2014年2月    住宅型有料老人ホーム「太陽のプリズム藤江」開設
- 2015年2月    住宅型有料老人ホーム「太陽のプリズム白山 annex」開設
- 2015年8月　　認知症対応型共同生活介護「太陽のプリズム徳光」開設、認知症対応型通所介護「太陽のひだまり徳光」開設
- 2015年10月	住宅型有料老人ホーム「太陽のプリズム博労」を開設（業体の変更）
- 2016年6月	住宅型有料老人ホーム「太陽のプリズム戸板」を開設
- 2017年3月	住宅型有料老人ホーム「太陽のプリズム才覚寺」を開設
- 2017年5月	住宅型有料老人ホーム「太陽のプリズム小坂」を開設
- 2017年6月	住宅型有料老人ホーム「太陽のプリズムannex」を増床(40床)
- 2022年6月　東京証券取引所グロース市場に上場
- 2024年7月　東京証券取引所プライム市場に市場変更[8]

## 施設
民家型デイサービス
- 太陽のひだまり窪　　　石川県金沢市窪2丁目11番地2
- 太陽のひだまり富光寺　石川県金沢市窪2丁目11番地2
- 太陽のひだまり木津　　石川県白山市木津町1845

リハビリ型デイサービス
- 太陽のリゾート白山　　　石川県白山市北安田西2丁目6番地
- 太陽のリゾート加賀　　　石川県加賀市小菅波町2丁目56番地
- 太陽のリゾート野々市　　石川県野々市市徳用町303

認知対応型通所介護
- 太陽のひだまり茶屋　　　石川県白山市茶屋2丁目60番地1
- 太陽のひだまり徳光　　　石川県白山市徳光町2665番17

居宅介護支援事業所
- サンウェルズ金沢居宅介護支援事業所　　　石川県金沢市米泉町2丁目76-1
- サンウェルズ白山居宅介護支援事業所　　　石川県白山市木津町1845
- サンウェルズ南加賀居宅介護支援事業所　　　石川県加賀市河原町ホ36番地

住宅型有料老人ホーム
- 太陽のプリズム白山　　　石川県白山市北安田西2丁目14番地
- 太陽のプリズム河原　　　石川県加賀市河原町ホ36番地
- 太陽のプリズム藤江　　　石川県金沢市藤江南1丁目103番地
- 太陽のプリズム白山 annex　　石川県白山市北安田西2丁目16番地
- 太陽のプリズム博労　　　石川県白山市博労3-14-1
- 太陽のプリズム徳光　　　石川県白山市徳光町2665番17
- 太陽のプリズム窪　　　　石川県金沢市窪6-16
- 太陽のプリズム戸板　　　石川県金沢市戸板1丁目93番
- 太陽のプリズム小坂　　　石川県金沢市小坂町北123-1
- 太陽のプリズム才覚寺　　　富山県富山市才覚寺259番

サービス付高齢者向け住宅
- 太陽のプリズム西荒屋　　富山県富山市西荒屋511番1

認知症対応型共同生活介護
- 太陽のプリズム徳光　　石川県白山市徳光町2665番17

## 脚註
1. 1 2 3 4 5 6 7  有価証券報告書の訂正報告書サンウェルズ 2025年2月12日
2. 1 2  北國新聞2011年4月1日朝刊 「福祉3社が合併　2施設を開所　サンウェルズ」
3. 1 2   特別調査委員会の調査報告書の受領に関するお知らせサンウェルズ　2025年2月12日
4. ↑  ニュース特集番組『トップに聞く　あすに向かって』
5. ↑  宣誓書違反による再審査に係る猶予期間入り及び上場契約違約金の徴求：（株）サンウェルズ東京証券取引所 2025年4月30日
6. ↑  全社員に法令研修　診療報酬不正のサンウェルズ　社長「再発防止を徹底」北國新聞 2025年5月23日
7. ↑  スタンダードに変更へ　サンウェルズ、プライム満たさず北國新聞 2025年6月20日
8. ↑  東京証券取引所プライム市場への市場区分の変更承認に関するお知らせサンウェルズ 2024年7月2日